# ریچارد سامربل
ریچارد سامربل (انگلیسی: Richard Summerbell؛ زادهٔ ۲۹ ژوئن ۱۹۵۶) دانشمند در زمینه قارچ‌شناسی، نویسنده و موسیقی‌دان اهل کانادا است.